# بيتر لام
بيتر لام (بالصينية: 林建岳) هو سياسي صيني، ولد في 7 أغسطس 1957. حزبياً، نشط في Business and Professionals Alliance for Hong Kong ‏. وقد انتخب عضو في اللجنة الوطنية لجمهورية الصين الشعبية خلال فترته النيابية ‏.